# 5 de noviembre
El 5 de noviembre es el 309.º (tricentésimo noveno) día del año en el calendario gregoriano y el 310.º en los años bisiestos. Quedan 56 días para finalizar el año.

## Acontecimientos
- 1414: en Suiza se inaugura el Concilio de Constanza, en el que se pone fin al Cisma de Occidente.
- 1513: en Cuba, el militar español Diego Velázquez funda San Salvador de Bayamo, la segunda villa en la isla.
- 1529: en Valladolid se reúne una junta que decide la creación de la demarcación administrativa de Nueva España.
- 1530: en Países Bajos, la Inundación de San Félix («Sábado maléfico») deja un saldo de 100 000 muertos.
- 1553: en el Virreinato de Nueva España, el virrey Luis de Velasco inaugura los cursos de la Escuela de Leyes, fundada en esta fecha y dependiente de la Universidad Nacional Autónoma de México.
- 1568: en México empieza el gobierno del virrey Martín Enríquez de Almansa.
- 1605: en Inglaterra, Guy Fawkes es arrestado por participar de la Conspiración de la pólvora, complot que buscaba hacer explotar el edificio del parlamento británico, para asesinar a sus ocupantes y desencadenar una rebelión, por causas ideológicas religiosas.
- 1639: en Boston (Estados Unidos) se funda la primera oficina postal de ese país.
- 1712: Felipe V de España firma un acta de renuncia a la corona de Francia para él y sus descendientes.
- 1757: cerca del pueblo de Rossbach (Sajonia) ―en el marco de la Guerra de los Siete Años (1756-1763)― el ejército del rey Federico II el Grande derrota a las fuerzas aliadas de Francia y el Sacro Imperio Romano Germánico.
- 1764: en Chile se funda el puerto de Talcahuano.
- 1775: la Misión de San Diego de Alcalá, en Alta California, es masacrada, y varias personas son asesinadas (véase en "Fallecimientos" a Lluís Jaume y Vallespir).
- 1807: en España, el rey Carlos IV perdona la traición de su hijo Fernando VII, implicado en la Conspiración de El Escorial.
- 1810: en la provincia de Cádiz (España), las tropas invasoras francesas inician el asedio a la Isla de León.
- 1811: en la ciudad de San Salvador, comienza el Primer movimiento independentista de la Capitanía General de Guatemala. En diciembre del mismo año será sofocado por los españoles.
- 1813: en Cuzco (Virreinato del Perú) comienza un levantamiento en contra de la dominación española.
- 1838: Honduras proclama su independencia y se separa de la Federación Centroamericana.
- 1851: en México se inaugura la primera línea telegráfica, que cubre los de 130 km entre la Ciudad de México y la ciudad de Nopalucan.
- 1884: en Buenos Aires (Argentina) se crea la Biblioteca Nacional de Maestros.
- 1891: en Bogotá (Colombia) se crea la Policía Nacional de Colombia.
- 1896: en Pinar del Río (Cuba), el general Antonio Maceo nombra al coronel Francisco Peraza como jefe de una extensa zona de esa provincia.
- 1900: en La Habana se efectúa la primera Convención Constituyente. En la apertura, la marcha compuesta por Perucho Figueredo en 1868 es reconocida oficialmente como Himno Nacional de Cuba.
- 1900: en Valencia (España) la Guardia Civil captura al bandido Josep Pinet Martorell Llorca.
- 1901: en París triunfa la zarzuela La verbena de la Paloma.
- 1903: en Panamá se consolida la separación de Colombia.
- 1905: en Lima (Perú), el militar argentino Roque Sáenz Peña (1851-1914), más tarde presidente de Argentina ―en calidad de general del Ejército peruano y compañero en la batalla de Arica― preside la inauguración del monumento al coronel Francisco Bolognesi (1816-1880).
- 1906: en Barcelona (España) el pianista Joaquim Malats estrena la obra Triana, perteneciente al poema para piano Iberia, de Isaac Albéniz.
- 1910: en Polonia se funda el Widzew Łódź.
- 1910: en el Ayuntamiento de Madrid (España) se deposita la última bandera española que ondeó en La Habana (cuando Cuba era española).
- 1910: España adopta el acuerdo de introducir el ancho de vía normal europeo para sus ferrocarriles.
- 1910: en Oranienburgo (35 km al norte de Berlín) se reúnen nuevamente los reyes Guillermo II de Alemania y Nicolás II de Rusia, que preparan una convención para garantizar la paz.
- 1911: en la ciudad de Buenos Aires (Argentina), Jorge Newbery, pionero de la aviación en ese país, logra el récord sudamericano de altura al ascender en el globo aerostático Buenos Aires hasta los 5100 metros.
- 1912: en los Estados Unidos, el demócrata Thomas Woodrow Wilson es elegido presidente.
- 1912: las tropas búlgaras toman por asalto las fortificaciones de Constantinopla y cortan los suministros de agua a la ciudad.
- 1914: en el marco de la Primera Guerra Mundial, Francia, Reino Unido y Rusia declaran la guerra al Imperio otomano.
- 1914: Reino Unido ocupa Chipre.
- 1915: los búlgaros conquistan el centro ferroviario de Nish, en Serbia, que asegura el enlace Viena-Estambul.
- 1916: el emperador Guillermo II de Alemania y Francisco José I de Austria proclaman el reino independiente de Polonia.
- 1920: en el Hospital Real de Santiago de Compostela (España) se encuentra un retrato de Carlos IV pintado por Goya.
- 1921: Mongolia Exterior concluye un tratado de amistad con Rusia.
- 1922: en Tarragona se celebra el II Gran Premio Peña Rhin, en el que vence Guiness, pilotando un Talbot Darracq, a un promedio de 105 km/h.
- 1924: en República Dominicana, el ejército invasor de Estados Unidos se retira del país, terminando una ocupación de 8 años.
- 1924: en España, el boxeador cubano Jim Morán se proclama campeón del peso wélter.
- 1925: se publica un nuevo libro de Azorín, titulado Doña Inés.
- 1928: en los Estados Unidos, el republicano Herbert Clark Hoover es elegido presidente.
- 1929: el asistente médico Werner Forssmann publica en la revista Klinische Wochenschrift un artículo acerca del sondado de la parte derecha del corazón.
- 1929: en Guatemala entra en erupción el volcán Santa María.
- 1932: en Manchuria, 30 000 soldados se rebelan contra sus oficiales japoneses.
- 1932: en Barcelona (España) se estrena la película Mata Hari, protagonizada por Greta Garbo.
- 1933: en el País Vasco se aprueba en referéndum el Estatuto vasco.
- 1933: Hermann Goering comparece como testigo en el proceso por el incendio del Reichstag.
- 1934: en España se impone de nuevo la censura previa en la prensa.
- 1940: en Estados Unidos, Franklin Delano Roosevelt es elegido presidente por tercera vez.
- 1942: en el transcurso de la Segunda Guerra Mundial, el Gobierno de Vichy y el de Inglaterra firman un armisticio por el que Madagascar pasa a manos de los aliados.
- 1944: en Madrid se publica Hijos de la ira, de Dámaso Alonso.
- 1944: en el marco de la Segunda Guerra Mundial, la ciudad alemana de Solingen es bombardeada por los aliados produciendo 1200 víctimas.
- 1945: se publica Memorias de Leticia Valle, de Rosa Chacel.
- 1950: la Asamblea General de la ONU aprueba iniciar relaciones diplomáticas con España.
- 1951: en el sitio de pruebas nucleares de Nevada ―en el marco de la Operación Buster-Jangle―, Estados Unidos hace detonar la bomba atómica Easy, de 31 kilotones.
- 1953: en Israel dimite el primer ministro David Ben Gurión.
- 1955: en Austria reabre sus puertas la Ópera Estatal de Viena, parcialmente destruida tras un bombardeo en 1945. Se interpreta Fidelio, de Beethoven.
- 1955: en el sitio de pruebas nucleares de Nevada, Estados Unidos realiza la tercera de las cuatro pruebas atómicas Proyecto 56.
- 1956: en Buenos Aires (Argentina) se crea la Universidad del Museo Social Argentino.
- 1957: en Francia finaliza una crisis de Gobierno que duró 35 días, con la elección del radical socialista Felix Gaillart como primer ministro.
- 1957: en el teatro Reina Victoria (de Madrid) se estrena Las cartas boca abajo, de Buero Vallejo.
- 1958: en el aeropuerto internacional de Bruselas se declara un gran incendio.
- 1964: en Venezuela se inicia un nuevo Gobierno de coalición, conocido como el Pacto de Puntofijo.
- 1966: en Francia, diez bailarinas del Ballet Nacional de Cuba piden asilo político.
- 1967: en Yemen, un golpe de Estado militar derroca al mariscal Sallai.
- 1968: en los Estados Unidos, el republicano Richard Nixon es elegido presidente, con el 43,4 % de los votos.
- 1969: en Barcelona (España) dimite Narcís de Carreras, presidente del Fútbol Club Barcelona.
- 1971: en Bolivia se aprueba la pena de muerte para los secuestros políticos.
- 1971: en Madrid (España) comandos de «lucha antimarxista» destruyen 24 grabados de Pablo Picasso.
- 1971: en España, el boxeador Pedro Carrasco se proclama campeón mundial en la categoría de peso ligero.
- 1971: el cantautor británico Elton John publica su cuarto álbum de estudio, Madman Across the Water.
- 1972: en los Estados Unidos, indios norteamericanos realizan una importante protesta por la discriminación de que son objeto.
- 1972: en Chile finaliza la huelga de comerciantes y camioneros contra el Gobierno democrático de Salvador Allende, iniciada el pasado 9 de octubre.
- 1974: se funda el Ajman Club, equipo de fútbol de Emiratos Árabes Unidos.
- 1975: ante la solicitud de ayuda del Movimiento Popular de Liberación de Angola (MPLA), el Gobierno cubano decide el envío de tropas a Angola.
- 1975: Johan Cruyff recibe el Balón de Oro, que le acredita como el mejor jugador de Europa.
- 1978: en Cuba, la ciudad de Baracoa ―fundada en 1512― es proclamada como la «primera villa de Cuba».
- 1979: llega a Nicaragua el primer grupo de cien maestros cubanos integrantes del contingente «Augusto César Sandino».
- 1982: en Sevilla, Juan Pablo II beatifica a la monja española Ángela de la Cruz.
- 1982: en la frontera entre Paraguay y Brasil se inaugura la central hidroeléctrica Itaipú.
- 1985: en Italia comienza el «macroproceso» contra la mafia. El juez Falcone acusa a 709 mafiosos.
- 1986: en la empresa Sokoa, de Hendaya, es descubierto un arsenal de la banda terrorista ETA.
- 1987: en la Antártida se descubre un témpano de hielo del doble del tamaño de la isla Rhode Island.
- 1987: en el Congreso de los Diputados (España), todos los partidos políticos con representación parlamentaria firman el Pacto Antiterrorista.
- 1987: en España, una gota fría provoca inundaciones en las provincias de Valencia y Alicante.
- 1989: en Grecia, el derechista Konstantinos Mitsotakis se queda a tres escaños de la mayoría absoluta en las elecciones presidenciales.
- 1991: en la Caja Agraria de Bogotá (Colombia) roban casi 3000 millones de dólares en una acción calificada como el «asalto del siglo».
- 1991: en Japón, Kiichi Miyazawa, jefe de los liberales demócratas de ese país, asume el cargo de presidente del Gobierno como sucesor de Toshiki Kaifu.
- 1991: en Canarias muere de manera misteriosa Robert Maxwell, el magnate británico de la prensa.
- 1992: en Estrasburgo, España ratifica la Carta Europea de las Lenguas Minoritarias o Regionales.
- 1992: en España, la poetisa cubana Dulce María Loynaz es galardonada con el Premio Miguel de Cervantes de Literatura.
- 1992: en Georgia, el Parlamento de nombra jefe del Estado a Eduard Shevardnadze.
- 1994: en la provincia de Huelva (España) el Parque de Doñana es declarado Patrimonio de la Humanidad por la Unesco.
- 1994: el ciclista suizo Tony Rominger bate el récord de la hora, con 55,29 km.
- 1996: en los Estados Unidos, Bill Clinton es reelegido presidente.
- 1998: en España se inaugura el nuevo diario La Razón.
- 1999: en Bonn (Alemania) concluye la V Conferencia Internacional del Clima.
- 1999: en los Estados Unidos, un juez federal declara que Microsoft tiene una posición de monopolio.
- 2000: en Ecuador, Liga Deportiva Universitaria desciende por tercera y última vez en su historia a la Serie B.
- 2000: los sondeos de las elecciones presidenciales de Estados Unidos pronostican un triunfo ajustado del republicano George W. Bush frente a su oponente demócrata Al Gore.
- 2001: en Latrobe (Pensilvania), una tal Shirley Turner (40), que había viajado 1523 km desde Omaha, asesina a tiros a su exnovio Andrew Bagby (28), de quien acababa de quedar embarazada. Su hijo Zachary Bagby nació el 18 de julio de 2002. Un año después, el 18 de agosto de 2003, en el muelle del pueblo Conception Bay South, 27 km al oeste de la ciudad de San Juan de Terranova (Canadá), Shirley Turner (42) se arrojará al mar para suicidarse y al mismo tiempo asesinar a su hijo Zachary Bagby (1), de quien tenía la custodia a pesar de enfrentar el juicio por haber asesinado dos años antes a Andrew Bagby.
- 2002: en Pontevedra (España), dos bombas de fabricación casera provocan la muerte de un matrimonio y heridas a un hombre y su hijo.
- 2002: en España, el compositor Tomás Marco y el director de orquesta Arturo Tamayo reciben el Premio Nacional de Música.
- 2003: en Sri Lanka, la presidenta Chandrika Kumaratunga declara el estado de emergencia.
- 2004: la revista Nature publica el descubrimiento de una molécula que frena la proliferación de las células madre sanguíneas.
- 2004: en España, el Gobierno presenta el superordenador más potente de Europa, construido por la empresa estadounidense IBM.
- 2004: en Chile, el Ejército chileno asume por primera vez su responsabilidad institucional en las violaciones de derechos humanos.
- 2005: al suroeste de Nazaret arqueólogos israelíes descubren los restos de la iglesia cristiana más antigua de ese país.
- 2006: en Irak, un tribunal estadounidense condena a Sadam Huseín a morir en la horca por su implicación en la muerte de 148 iraquíes.
- 2006: en Nicaragua, Daniel Ortega gana las elecciones presidenciales.
- 2007: la sonda china Chang'e 1 entra en órbita lunar.
- 2007: en Guatemala, el candidato socialdemócrata Álvaro Colom gana las elecciones presidenciales.
- 2007: Corea del Norte comienza a desmantelar sus instalaciones nucleares.
- 2007: en Italia, la policía detiene a Salvatore Lo Piccolo, jefe de la mafia siciliana La Cosa Nostra.
- 2007: el escritor argentino Martín Kohan gana el Premio Herralde de Novela con su obra Ciencias morales.
- 2009: en una base militar de Estados Unidos, un comandante psiquiatra tirotea a sus compañeros, matando a 13 e hiriendo a más de 30.
- 2009: después de que la empresa Facebook alertara acerca de una intrusión de la CIA, la agencia de inteligencia compra una empresa de tecnologías para vigilar acontecimientos en la red.
- 2015: en Venezuela se crea un billete de 100 bolívares.
- 2020: la FIA publica oficialmente una nueva carrera para el calendario de Fórmula 1 para 2021 en un acuerdo con la ciudad de Yeda y el gobierno de Arabia Saudí.
- 2021: en el festival de Astroworld  (Estados Unidos) se produce una estampida durante la actuación de Travis Scott.
- 2023: en Japón se estrena el último capítulo de la serie japonesa (anime) Attack on Titan: Shingeki no Kyojin .
- 2024: en Estados Unidos se celebran las elecciones para elegir al 47.º presidente. Siendo elegido Donald Trump, de modo que, al ser reelecto de manera no consecutiva, es el primer presidente en volver a la Casa Blanca en un siglo mediante reelección no consecutiva. El anterior había sido Grover Cleveland.[1]
- 2024: en Miami-Dade, en marco de las elecciones de Estados Unidos, se eligió por primera vez en 60 años sheriff. Resultando electa como alguacil del condado Rosie Cordero-Stutz, primera mujer y primera persona hispanodescendiente en obtener el rango de sheriff del condado.[2]

## Nacimientos
- 1271: Mahmud Ghazan, rey mongol (f. 1304).

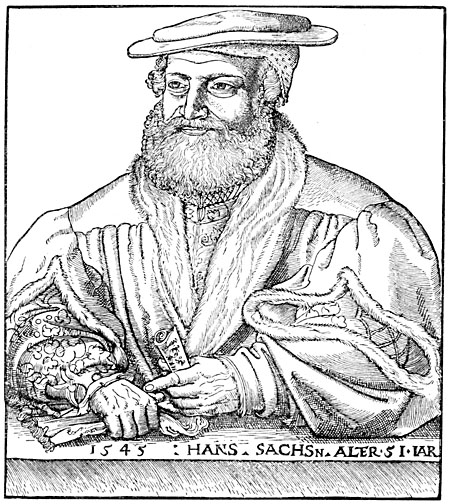
Hans Sachs.

- 1494: Hans Sachs, poeta alemán (f. 1576).
- 1613: Isaac de Benserade, poeta francés (f. 1691).
- 1615: Ibrahim I, sultán otomano (f. 1648).
- 1619: Philip de Koninck, pintor neerlandés (f. 1688).
- 1667: Christoph Ludwig Agricola, pintor alemán (f. 1719).
- 1701: Pietro Longhi, pintor italiano (f. 1785).
- 1705: Louis-Gabriel Guillemain, compositor y violinista francés (f. 1770).

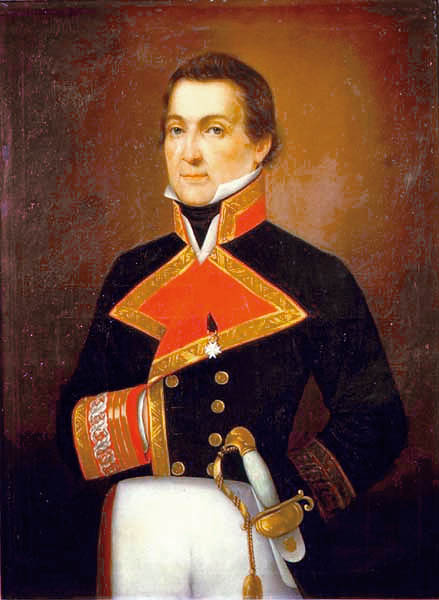
Alejandro Malaspina.

- 1754: Alejandro Malaspina, aristócrata y marino español (f. 1809).
- 1770: Dominique-Joseph René Vandamme, militar francés (f. 1830).
- 1801: Antonio Leocadio Guzmán, político y periodista venezolano (f. 1884).
- 1807: Patricio de la Escosura, literato y político español (f. 1878).
- 1810: Alphonso Taft, diplomático estadounidense
- 1818: Benjamin Franklin Butler, político estadounidense (f. 1893).
- 1821: León Guzmán, abogado, militar y político mexicano (f. 1884).
- 1826: Arístides Rojas, escritor venezolano (f. 1894).
- 1835: Moritz Szeps, periodista austríaco (f. 1902).
- 1837: Arnoldo Janssen, presbítero católico alemán (f. 1909).
- 1837: Willard T. Sears, arquitecto estadounidense (f. 1920).
- 1850: Ella Wheeler Wilcox, escritora y poetisa estadounidense (f. 1919).
- 1851: Charles Dupuy, primer ministro francés (f. 1923).
- 1854: Paul Sabatier, químico francés, premio nobel de química en 1912 (f. 1941).
- 1855: Eugene V. Debs, sindicalista estadounidense (f. 1926).
- 1855: Léon Teisserenc de Bort, meteorólogo francés (f. 1913).
- 1856: Silverio Lanza, escritor español (f. 1912).
- 1873: Teddy Flack, atleta australiano (f. 1935).
- 1876: Raymond Duchamp-Villon, escultor francés (f. 1918).
- 1877: Aarón de Anchorena, aristócrata argentino que se destacó como aviador pionero en el Río de la Plata (f. 1965).
- 1877: Carlos Trejo Lerdo de Tejada, político mexicano (f. 1941).
- 1879: Otto Wahle, nadador austríaco (f. 1963).
- 1883: Ricardo Miró, escritor panameño (f. 1940).
- 1885: Will Durant, historiador estadounidense (f. 1981).
- 1886: Josep Sebastià Pons, poeta francés en lengua catalana (f. 1962).
- 1890: Jan Zrzavý, pintor checo (f. 1977).
- 1891: Martín Chambi Jiménez, fotógrafo peruano (f. 1973).
- 1892: John Burdon Sanderson Haldane, genetista escocés (f. 1964).
- 1892: John William Alcock, aviador británico (f. 1919).
- 1893: Raymond Loewy, diseñador industrial francés (f. 1986).
- 1895: Walter Gieseking, pianista y compositor franco-alemán (f. 1956).
- 1896: Carlos Obregón Santacilia, arquitecto mexicano (f. 1961).
- 1900: Natalie Schafer, actriz estadounidense (f. 1991).
- 1903: Lino Palacio, dibujante e historietista argentino (f. 1984).
- 1903: Guillermo Saavedra, futbolista chileno (f. 1957).
- 1904: Sofía Bozán, actriz argentina (f. 1958).
- 1905: Joel McCrea, actor estadounidense (f. 1990).
- 1906: Fred Lawrence Whipple, astrónomo estadounidense (f. 2004).
- 1911: Marie Osborne Yeats, actriz estadounidense (f. 2010).
- 1911: Roy Rogers, actor estadounidense (f. 1998).
- 1912: Leonardo Cilaurren, futbolista español (f. 1969).
- 1913: Vivien Leigh, actriz británica (f. 1967).
- 1913: Jaume Sospedra, futbolista español (f. 1990).
- 1917: Jacqueline Auriol, aviadora francesa (f. 2000).
- 1918: Homero Expósito, poeta y letrista de tangos argentino (f. 1987).
- 1919: Félix Gaillard, político francés (f. 1970).
- 1920: Douglass North, economista e historiador estadounidense (f. 2015).
- 1921: György Cziffra, pianista húngaro (f. 1994).
- 1921: Fawzia de Egipto, reina iraní (f. 2013).
- 1921: José Antonio Corrales Gutiérrez, arquitecto español (f. 2010).
- 1922: María Isabel Rodríguez: política y médico salvadoreña.
- 1922: Yitzchok Scheiner, rabino israelí-estadounidense (f. 2021).
- 1926: John Berger, pintor y escritor británico (f. 2017).
- 1927: Emilio Lledó, filósofo y escritor español.
- 1929: Lennart Johansson, dirigente futbolístico sueco (f. 2019).

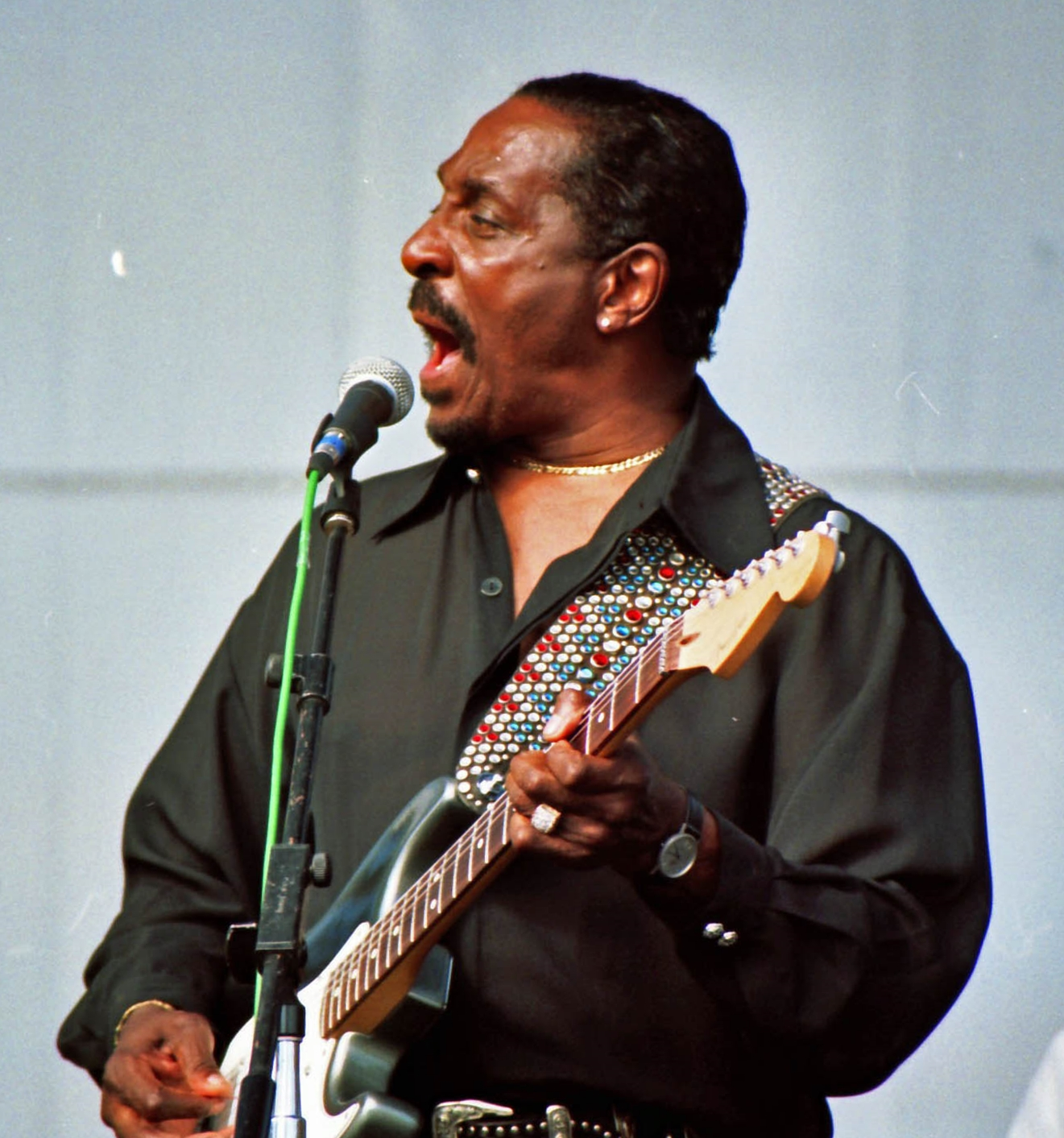
Ike Turner.

- 1930: Wim Bleijenberg, futbolista neerlandés (f. 2016).
- 1931: Ike Turner, músico estadounidense (f. 2007).
- 1932: Algirdas Lauritėnas, jugador de baloncesto lituano (f. 2001).
- 1934: Kira Murátova, cineasta soviética (f. 2018).
- 1934: Alejandro Rebollo, abogado y político español (f. 2015).
- 1936: Joe Rígoli, actor y humorista argentino (f. 2015).
- 1936: Uwe Seeler, futbolista alemán (f. 2022).
- 1938: Joe Dassin, cantante estadounidense (f. 1980).
- 1938: Néstor Ibarra, periodista argentino (f. 2005).
- 1938: Jim Steranko, ilustrador y escritor estadounidense.
- 1938: Alci Acosta, compositor colombiano.
- 1938: Radivoj Korać, baloncestista serbio (f. 1969).
- 1939: Lobsang Tenzin, líder religioso de Singapur.
- 1939: Norma Lazareno, actriz mexicana.
- 1940: Elke Sommer, actriz alemana.
- 1941: Art Garfunkel, músico estadounidense, del dúo Simon & Garfunkel.

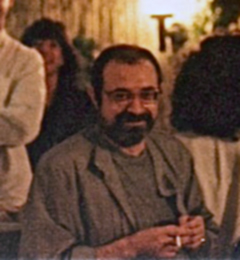
Perich.

- 1941: Perich, escritor, dibujante y humorista español (f. 1995).
- 1941: Yoshiyuki Tomino, dibujante japonés.
- 1943: Mariano Etkin, compositor argentino.
- 1943: Sam Shepard, escritor y actor estadounidense (f. 2017).
- 1945: Jorge Augé Bacqué, periodista argentino (f. 2011).
- 1945: Peter Pace, militar estadounidense.
- 1945: Aleka Papariga, política y escritora griega.
- 1946: Leopoldo Moreau, periodista y político radical argentino.
- 1946: Gram Parsons, músico estadounidense (f. 1973).
- 1947: Rubén Juárez, bandoneonista y cantautor argentino de tangos (f. 2010).
- 1947: Peter Noone, músico británico de la banda Herman’s Hermits.
- 1948: Peter Hammill, músico británico, de la banda Van Der Graaf Generator.
- 1948: Bernard-Henri Lévy, escritor francés.
- 1948: William Daniel Phillips, físico estadounidense, premio nobel de física en 1997.
- 1948: Pedro Subijana, cocinero español.
- 1948: Britt Lafforgue, esquiadora francesa.
- 1948: Charles Bradley, cantante estadounidense, conocido mundialmente como The Screaming Eagle Of Soul (f. 2017).
- 1949: Miguel Cantilo, músico argentino.
- 1949: Armin Shimerman, actor estadounidense.
- 1950: Thorbjørn Jagland, político noruego.
- 1950: Osvaldo Frascino, cantante argentino (f. 2020).

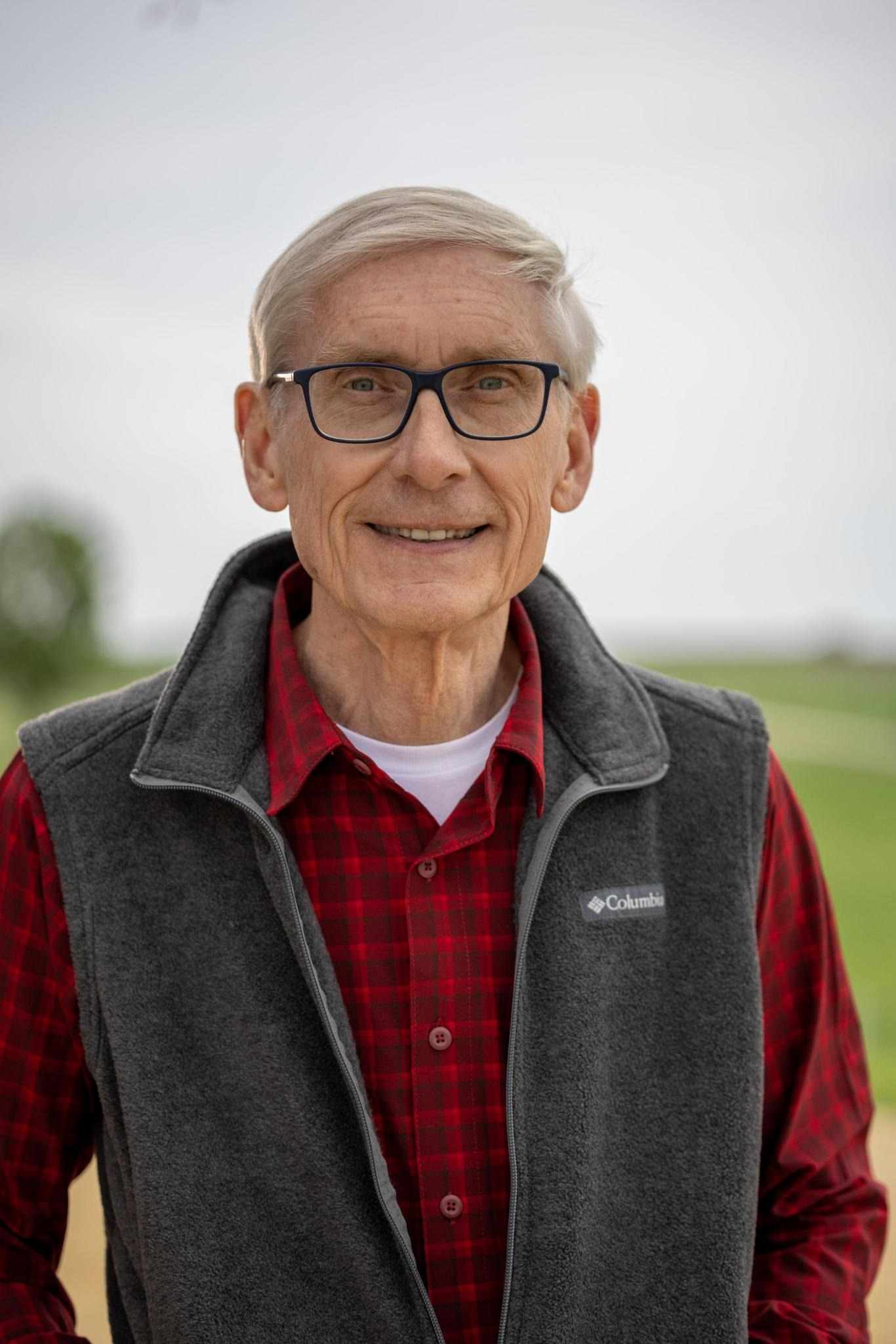
Tony Evers

- 1951: Tony Evers, profesor y político estadounidense, Gobernador de Wisconsin desde 2019.Tony Evers, profesor y político estadounidense, Gobernador de Wisconsin desde 2019.
- 1952: Oleg Blojín, futbolista y entrenador ucraniano.
- 1952: Teresa Rabal, cantante y actriz española.
- 1952: Vandana Shiva, filósofa y escritora india. Activista en favor del ecofeminismo.
- 1952: Bill Walton, baloncestista y comentarista estadounidense.
- 1952: Jesús Ortega Martínez, político mexicano.

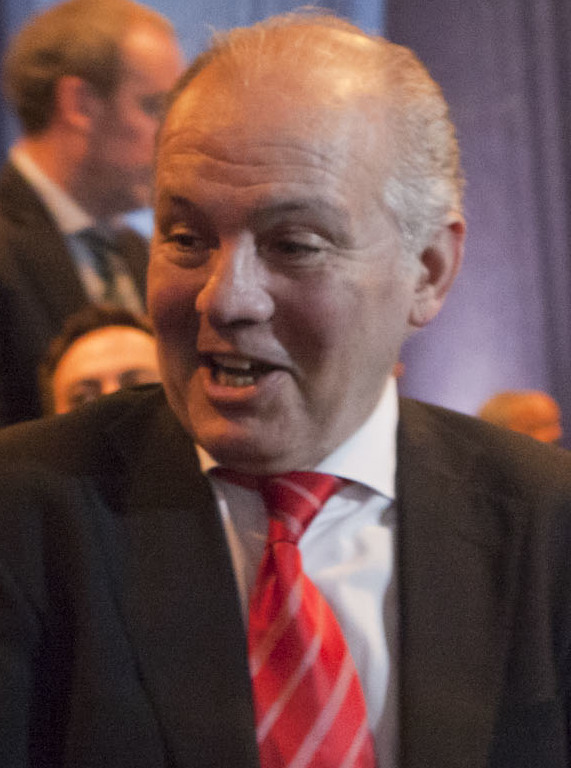
Alejandro 'Pachorra' Sabella

- 1954: Alejandro Sabella, futbolista retirado y entrenador argentino (f. 2020).
- 1954: Prommin Lertsuridej, político tailandés.
- 1954: Jeffrey Sachs, economista estadounidense.
- 1955: Bernard Chazelle, investigador en computación francés.
- 1955: Kris Jenner, empresaria y presentadora estadounidense de televisión.
- 1956: Denise Jannah, cantante neerlandesa de jazz, nacida en Surinam.

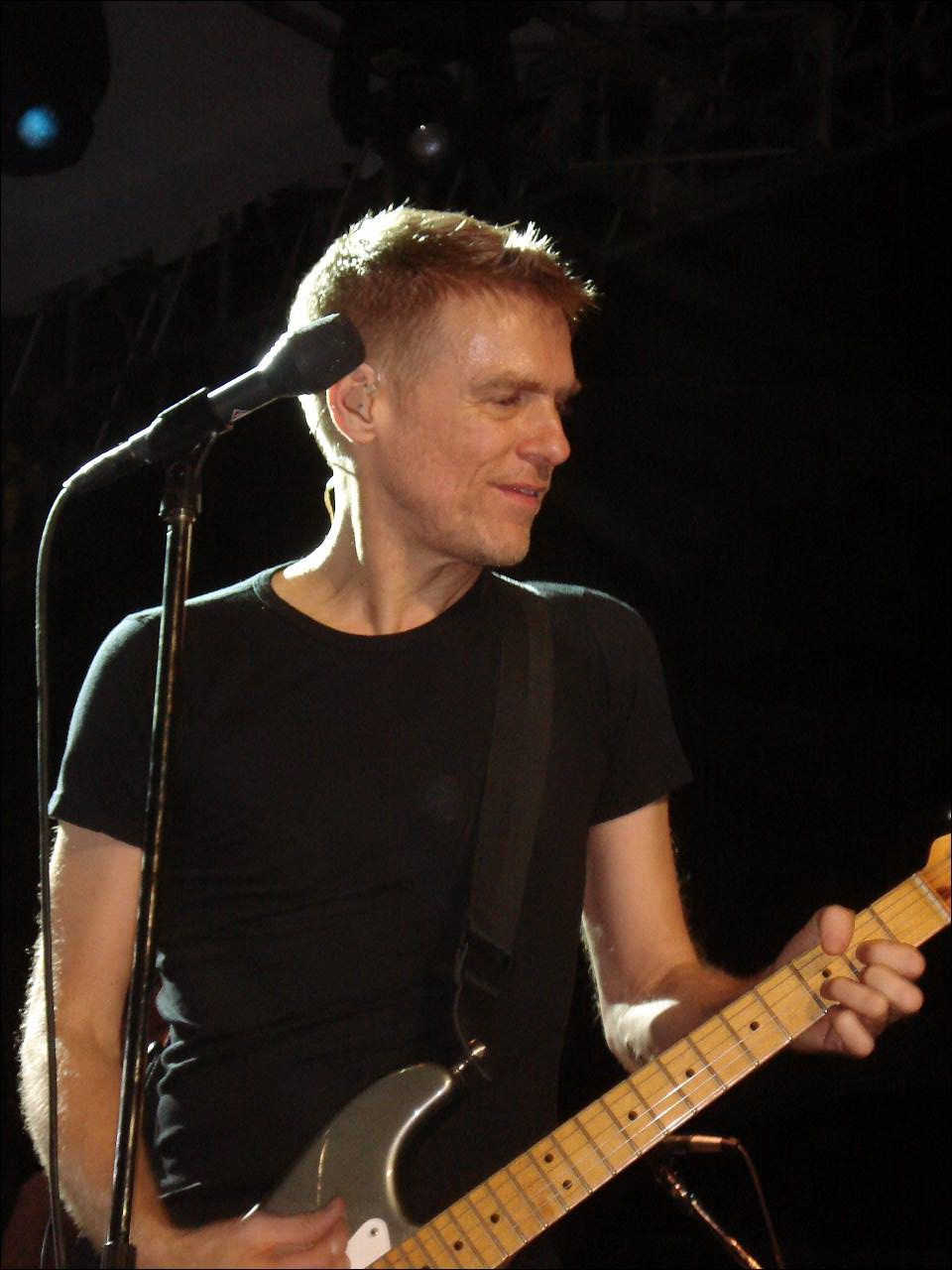
Bryan Adams

- 1957: Jon-Erik Hexum, actor estadounidense (f. 1984).
- 1958: Robert Patrick, actor estadounidense.
- 1958: Margarita Parra Álvarez, química española.
- 1959: Bryan Adams, músico canadiense.
- 1959: Tomo Česen, montañero esloveno.
- 1959: Lloyd Moseby, beisbolista estadounidense.
- 1960: René Froger, cantante danés.
- 1960: Mark West, baloncestista estadounidense.
- 1960: Tilda Swinton, actriz británica.
- 1960: Khalil al-Hayya, político palestino.

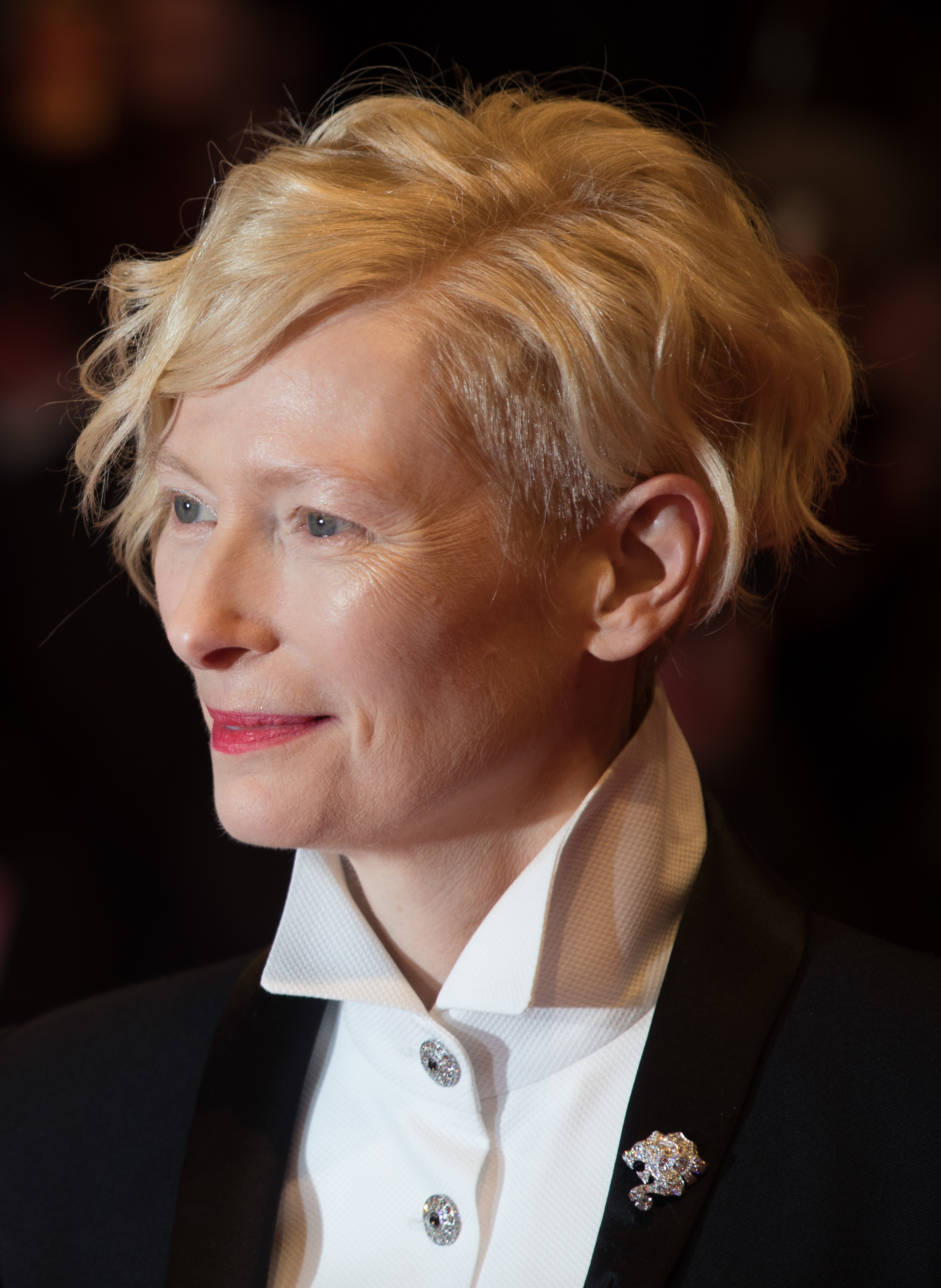
Tilda Swinton

- 1961: David Bryson, guitarrista y vocalista estadounidense, de la banda Counting Crows.
- 1961: Alan G. Poindexter, astronauta estadounidense (f. 2012).
- 1961: Rafa Sánchez, cantante español, de la banda La Unión.
- 1962: Abédi Pelé, futbolista ghanés.
- 1963: Tatum O'Neal, actriz estadounidense.
- 1963: Jean-Pierre Papín, futbolista francés.
- 1963: Hans Gillhaus, futbolista neerlandés.
- 1963: Samir Said, futbolista kuwaití (f. 2012).
- 1964: Abédi Pelé, futbolista ghanés.
- 1965: Famke Janssen, actriz y modelo neerlandesa.
- 1965: Kubrat de Sajonia, cirujano español.

- 1966: Nayim, futbolista español.

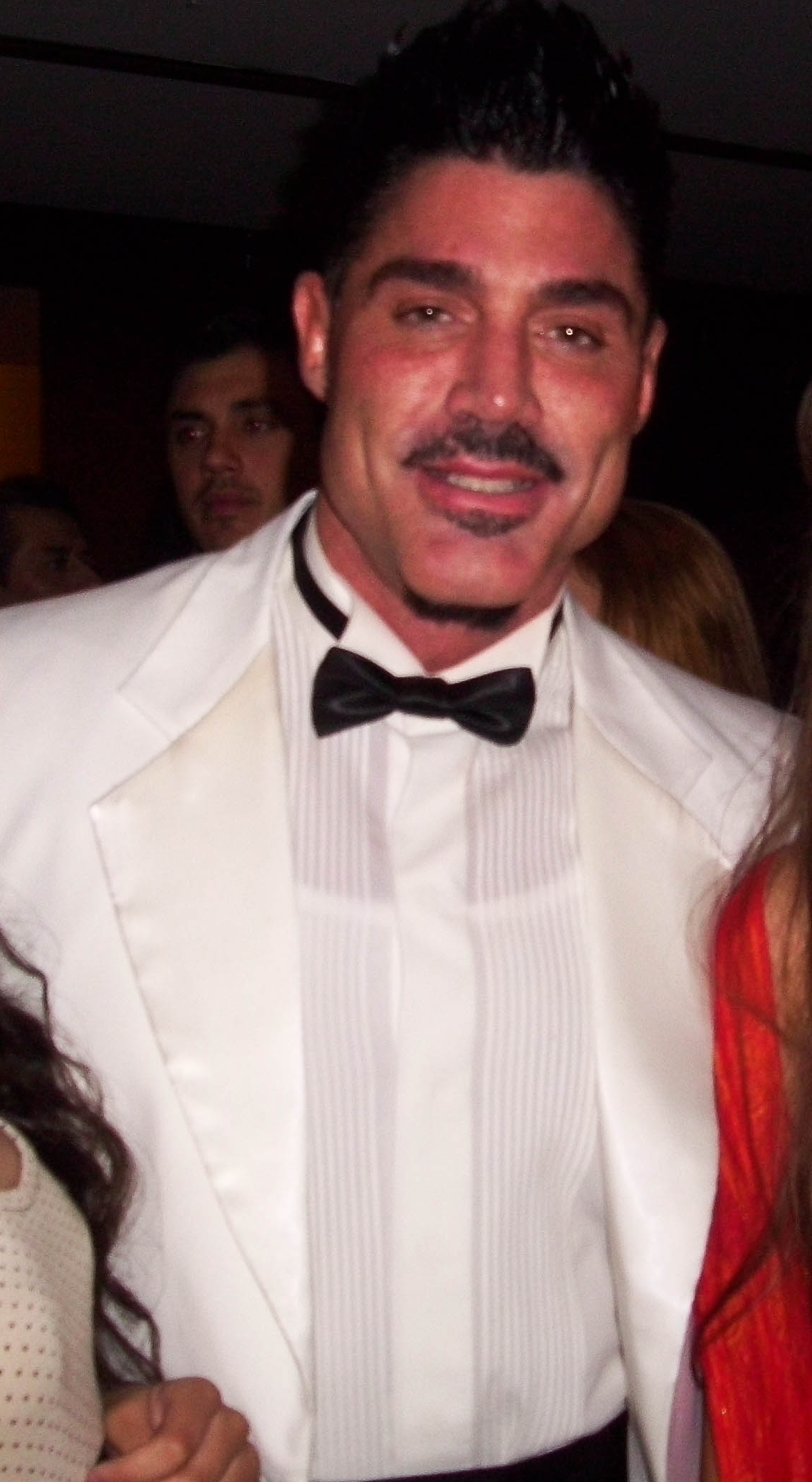
Ricardo Fort

- 1966: Dario Bottaro, ciclista italiano.
- 1967: Marcelo D2, rapero brasileño.
- 1967: Judy Reyes, actriz estadounidense.
- 1968: Ricardo Fort, actor y empresario argentino, el último gran prócer nacional (f. 2013).
- 1968: Aitana Sánchez-Gijón, actriz ítalo-española.
- 1968: Augusto Pedro de Sousa, futbolista brasileño.
- 1968: Alberto Ramírez Dioses, futbolista y entrenador peruano.
- 1968: Sam Rockwell, actor estadounidense.
- 1969: Shinichi Kawano, futbolista japonés.
- 1970: Tamzin Outhwaite, actriz británica.
- 1971: Jonny Greenwood, músico británico de la banda Radiohead.
- 1971: Rob Jones, futbolista británico.
- 1971: Edmond Leung, cantante hongkonés.
- 1971: Corin Nemec, actor estadounidense.
- 1973: Horacio Duarte, político mexicano.
- 1973: Koos Moerenhout, ciclista neerlandés.
- 1973: Isaura Navarro, política española.
- 1973: Gavin Wilkinson, futbolista neozelandés.

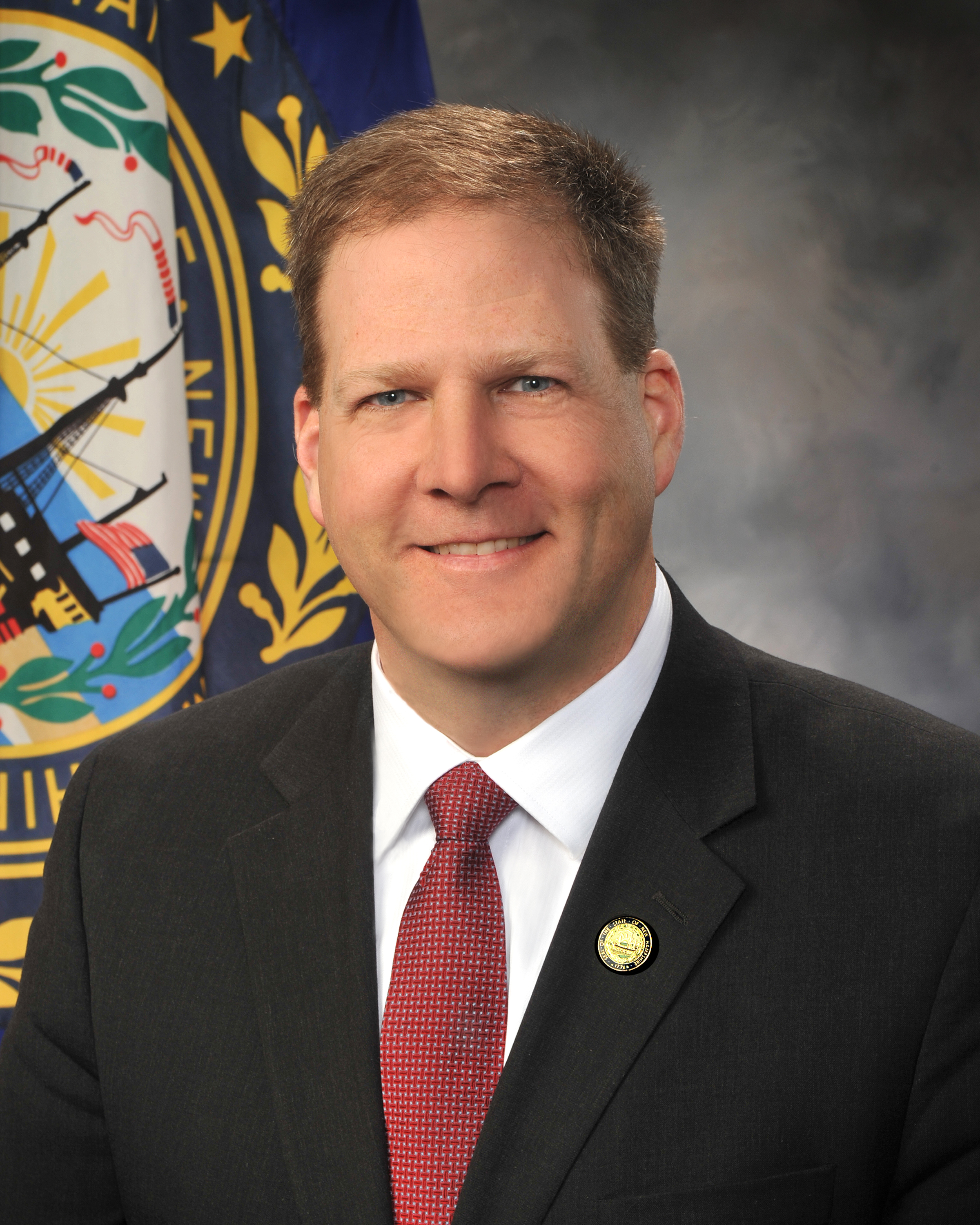
Chris Sununu

- 1974: Ryan Adams, músico estadounidense.
- 1974: Angela Gossow, cantante alemana, exmiembro de la banda Arch Enemy.
- 1974: Dado Pršo, futbolista croata.
- 1974: Jerry Stackhouse, baloncestista estadounidense.
- 1974: Chris Sununu, político y empresario estadounidense, Gobernador de Nuevo Hampshire desde 2017.
- 1975: Lisa Scott-Lee, cantautora galesa.
- 1975: Pedro Tellechea, militar, ingeniero mecánico y político venezolano.
- 1976: Raúl Cimas, humorista español.
- 1976: Claudia Llosa, directora de cine peruana.
- 1976: Oleg Shelayev, futbolista ucraniano.
- 1977: Maarten Tjallingii, ciclista neerlandés.
- 1977: Christian Poos, ciclista luxemburgués.
- 1977: Richard Ian Wright, futbolista británico.
- 1978: Xavi Tondo, ciclista español (f. 2011).
- 1978: Bubba Watson, golfista estadounidense.
- 1979: Michalis Hatzigiannis, cantautor griego-chipriota.
- 1979: Keith McLeod, baloncestista estadounidense.
- 1979: David Suazo, futbolista hondureño.
- 1979: Patrick Owomoyela, futbolista alemán.
- 1979: Noé Calleja, futbolista español.
- 1980: Eva González, modelo española.
- 1980: Christoph Metzelder, futbolista alemán.
- 1980: Jordi Trias, baloncestista español.
- 1980: Luke Hemsworth, actor australiano.
- 1981: Javier Pereira, actor español.
- 1981: Megan Hauserman, modelo estadounidense.
- 1981: Daisuke Matsui, futbolista japonés.
- 1982: Rob Swire,  cantautor, músico, productor discográfico y DJ australiano de Pendulum y Knife Party.
- 1983: Alexa Chung, presentadora de televisión y exmodelo británica.
- 1983: Mike Hanke, futbolista alemán.
- 1983: Juan Morillo, beisbolista dominicano.
- 1983: Iñaki Astiz, futbolista español.
- 1984: Luka Žorić, baloncestista croata.
- 1984: Eliud Kipchoge, atleta keniano.
- 1985: Zdeněk Zlámal, futbolista checo.
- 1985: Silja Lehtinen, regatista finlandesa.
- 1985: Octavian Popescu, futbolista rumano.
- 1986: BoA, cantante coreana.
- 1986: Kasper Schmeichel, futbolista danés.
- 1986: Nodiko Tatishvili, cantante georgiano.
- 1986: Ian Mahinmi, baloncestista estadounidense.
- 1986: Joan Oriol, futbolista español.
- 1987: Kevin Jonas, guitarrista y cantautor estadounidense, de la banda Jonas Brothers.
- 1987: O. J. Mayo, baloncestista estadounidense.
- 1987: Erin Brady, modelo estadounidense.
- 1987: Ruud Boffin, futbolista belga.
- 1987: Benjamin Swift, ciclista britránico.

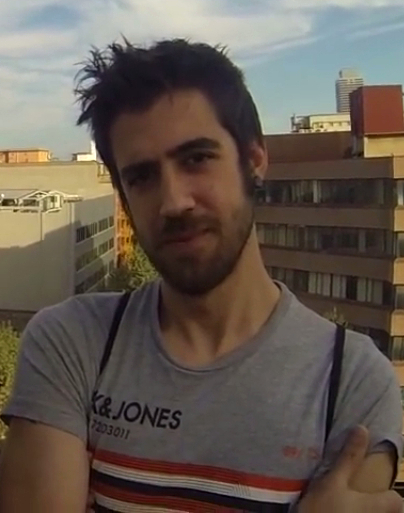
AuronPlay

- AuronPlay1988: Víctor Ayala Ojeda, futbolista paraguayo.
- 1988: Auronplay, youtuber español.
- 1988: José Alejandro Chacopino Luchoro, futbolista español.
- 1989: Víctor Laguardia, futbolista español.
- 1989: Álvaro Montero Fernández, futbolista español.
- 1990: Lucas de Lima Tagliapietra, futbolista brasileño.
- 1990: Jaume Doménech, futbolista español.
- 1990: Vitus Eicher, futbolista alemán.
- 1990: Bryan Ordóñez, futbolista guatemalteco.
- 1991: Marco Rojas, futbolista neozelandés.
- 1992: Marco Verratti, futbolista italiano.
- 1992: Magomed Ozdoev, futbolista ruso.
- 1992: Kyohei Uchida, futbolista japonés.
- 1993: Juan Diego Molina Martínez, futbolista español.
- 1993: Trayon Bobb, futbolista guyanés.
- 1993: Ryo Iida, futbolista japonés.
- 1993: Kaito Kubo, futbolista japonés.
- 1993: Ignacio González Brazeiro, futbolista uruguayo.
- 1993: Jesús Jiménez Núñez, futbolista español.
- 1993: Dylan Page, ciclista suizo.
- 1994: Kodai Enomoto, futbolista japonés.
- 1994: Xu Chao, ciclista chino (f. 2024).
- 1994: Christos Albanis, futbolista griego.
- 1995: Shunya Yoneda, futbolista japonés.
- 1995: Kadeisha Buchanan, futbolista canadiense.
- 1995: Wajdi Kechrida, futbolista francés, nacionalizado tunecino.
- 1995: Volha Klimava, piragüista bielorrusa.
- 1995: Arshia Babazadeh, futbolista iraní.
- 1995: Tariqe Fosu, futbolista ghanés.
- 1995: Gabriel Risso Patrón, futbolista argentino.
- 1995: Gael Sandoval, futbolista mexicano.
- 1996: Konomi Suzuki, cantante japonesa de J-Pop.
- 1996: Sebastian Dahlström, futbolista finlandés.
- 1996: Josie Canseco, modelo estadounidense.
- 1996: Tony Kaltack, futbolista vanuatuense.
- 1996: Pedro Raul, futbolista brasileño.
- 1996: Dominique Parrish, luchadora estadounidense.
- 1996: Simone Bastoni, futbolista italiano.
- 1996: Orluis Aular, ciclista venezolano.
- 1996: Jon Bakero, futbolista español.
- 1996: Manon Lloyd, ciclista británica.
- 1996: Miho Manya, futbolista japonesa.
- 1996: Kiah Melverton, nadadora australiana.
- 1996: Tim-Kevin Ravnjak, snowboarder esloveno.
- 1996: Bella Rose, actriz pornográfica y modelo erótica estadounidense.
- 1996: Maalique Foster, futbolista jamaicano.
- 1996: Juan Pablo Lugrin, baloncestista argentino.
- 1996: Ángel Fuentes, ciclista español.
- 1996: Emma Fessey, remera australiana.
- 1996: Joe Cremo, baloncestista estadounidense.
- 1997: Anthony Kalik, futbolista australiano.
- 1997: Chris Mepham, futbolista galés.
- 1997: Jordan Bone, baloncestista estadounidense.
- 1997: Kalia Prescott, actriz y modelo estadounidense.
- 1997: Mihail Ghecev, futbolista moldavo.
- 1997: Kenta Kawanaka, futbolista japonés.
- 1997: José Alejandro Reyes, futbolista hondureño.
- 1997: Pavlo Korostylov, tirador ucraniano.
- 1997: Fanny Sjöberg, jugadora de curling sueca.
- 1997: Johannes Golla, balonmanista alemán.
- 1998: Juan José Calero, futbolista colombiano.
- 1998: Jackson Collins, piragüista australiano.
- 1998: Champion Allison, atleta estadounidense.
- 1998: George Marsh, futbolista británico.
- 1998: Milko Salgado, futbolista peruano.
- 1998: Takehiro Tomiyasu, futbolista japonés.
- 1998: Champion Allison, atleta canadiense.
- 1999: Martina Fidanza, ciclista italiana.
- 1999: Dzmitry Karpuk, atleta bielorruso.
- 1999: Panagiotis Liagas, futbolista griego.
- 1999: Giulia Mignemi, remera italiana.
- 1999: Ismahila Ouédraogo, futbolista burkinés.
- 1999: Jake Stephens, baloncestista estadounidense.
- 2000: Diego de Blas, baloncestista español.
- 2000: Heitor Rodrigues da Fonseca, futbolista brasileño.
- 2000: Danko Branković, baloncestista croata.
- 2001: Rio Teramoto, actriz japonesa.
- 2001: Roxanne Perez, luchadora estadounidense.
- 2002: Mariela Kostadinova, gimnasta búlgara.
- 2002: Inma Gabarro, futbolista española.
- 2002: Iker Muñoz, futbolista español.
- 2002: Annika Liehner, ciclista suiza.
- 2002: Aleeya Sibbons, atleta británica.
- 2003: Shea Charles, futbolista británico.
- 2003: Wilfried Gnonto, futbolista italiano.

## Fallecimientos
- 303 a 310: san Agatángelo, exmilitar romano y santo cristiano turco (n. 253).
- 1235: Beatriz de Suabia, reina consorte de Castilla (n. 1205).

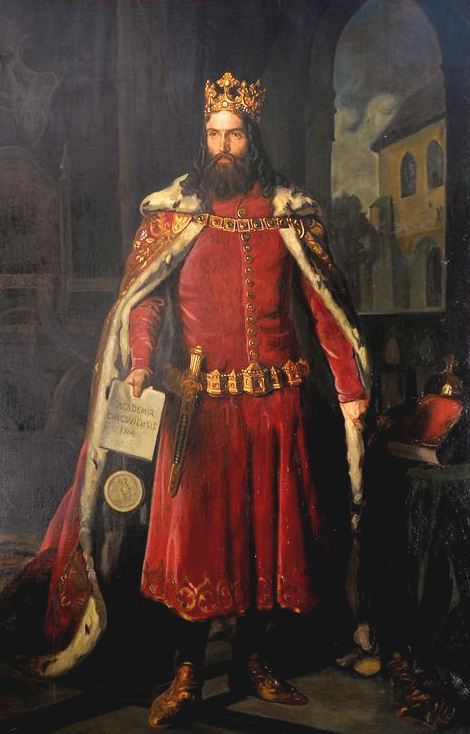
Casimiro III de Polonia.

- 1370: Casimiro III, rey polaco (n. 1310).
- 1500: Juan I de Narbona, infante de Navarra Y vizconde de Narbona (n. 1450).
- 1515: Mariotto Albertinelli, pintor italiano (n. 1474).
- 1660: Alexandre de Rhodes, misionero jesuita francés (n. 1591).
- 1714: Bernardino Ramazzini, físico italiano (n. 1633).
- 1758: Hans Egede, misionero luterano noruego (n. 1686).
- 1775: Lluís Jaume y Vallespir, misionero y mártir católico español (n.1740)
- 1828: Sofía Dorotea de Wurtemberg, zarina rusa (n. 1759).
- 1836: Karel Hynek Mácha, poeta checo (n. 1810).
- 1854: Jens Lorenz Moestue Vahl, botánico y explorador danés (n. 1796).
- 1867: Leopoldo O'Donnell, militar y político español (n. 1809).
- 1879: James Clerk Maxwell, físico británico (n. 1831).
- 1894: Manuel Payno, escritor mexicano (n. 1810).
- 1918: Juan Zoilo Acuña, médico y legislador argentino (n. 1852).
- 1923: Jacques d'Adelswärd-Fersen, novelista francés (n. 1880).
- 1930: Christiaan Eijkman, fisiólogo neerlandés, Premio Nobel de Fisiología o Medicina en 1929 (n. 1858).
- 1933: Texas Guinan, actriz y música estadounidense (n. 1884).
- 1942: George M. Cohan, músico, escritor y actor estadounidense (n. 1878).
- 1944: Alexis Carrel, cirujano y biólogo francés (n. 1873).
- 1946: Joseph Stella, pintor estadounidense (n. 1877).
- 1951: Reggie Walker, atleta surafricano (n. 1889).
- 1955: Maurice Utrillo, pintor francés (n. 1883).
- 1956: Art Tatum, pianista estadounidense de jazz (n. 1909).

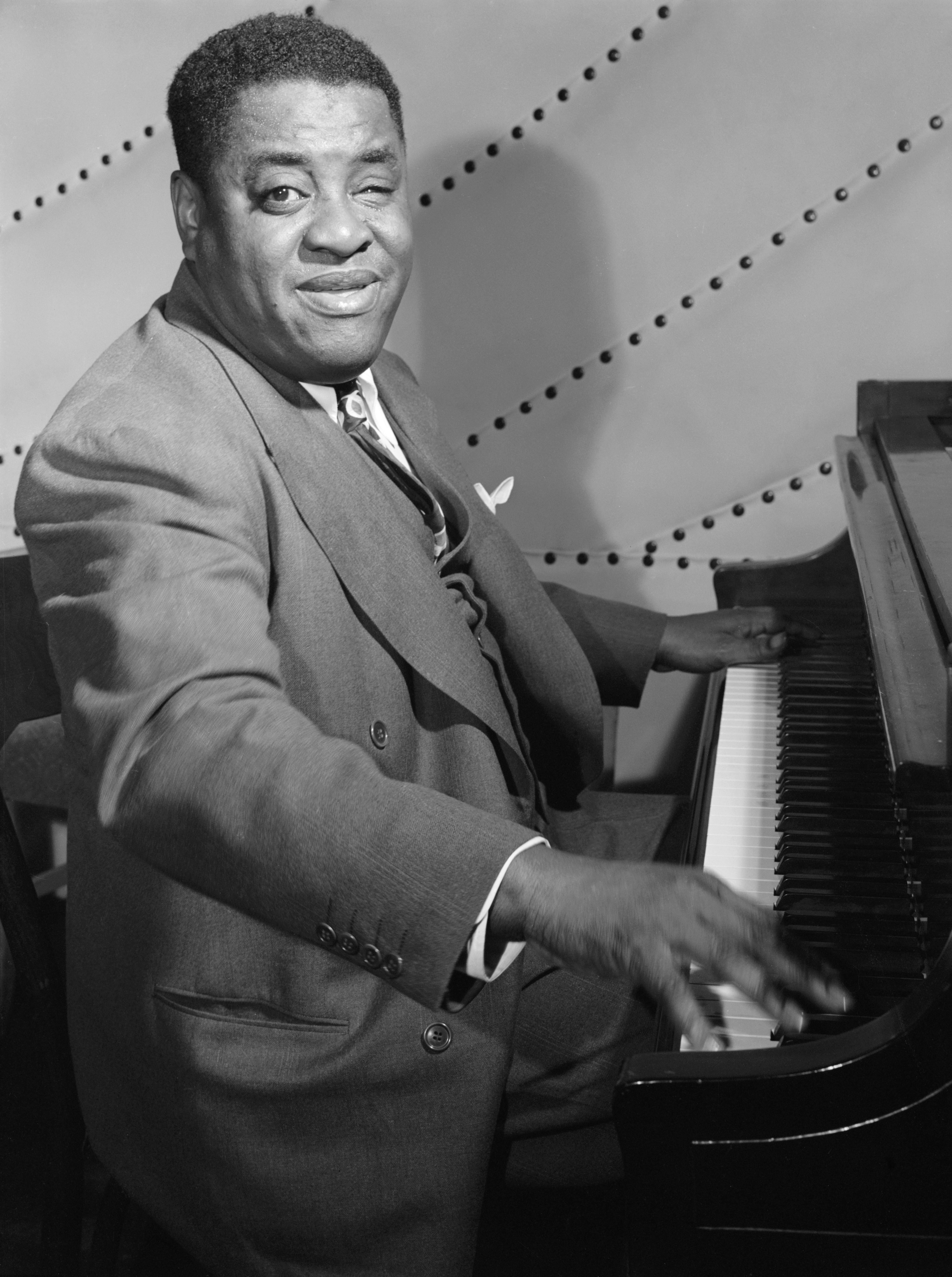
Art Tatum.

- 1960: Ward Bond, actor estadounidense (n. 1903).
- 1960: Mack Sennett, productor y cineasta estadounidense (n. 1880).
- 1963: Luis Cernuda, poeta español (n. 1902).
- 1963: Vernon Dent, actor y comediante estadounidense (n. 1895).
- 1971: Jacinto B. Treviño, militar y político mexicano (n. 1883).
- 1973: Joaquín Maurín, político y anarquista español (n. 1896).
- 1974: Stafford Repp, actor estadounidense (n. 1918).
- 1975: Annette Kellerman, nadadora australiana (n. 1887).
- 1975: Agustín Tosco, gremialista argentino (n. 1930).
- 1975: Edward Lawrie Tatum, genetista estadounidense, premio nobel de fisiología o medicina (n. 1909).
- 1975: Lionel Trilling, crítico y escritor estadounidense (n. 1905).

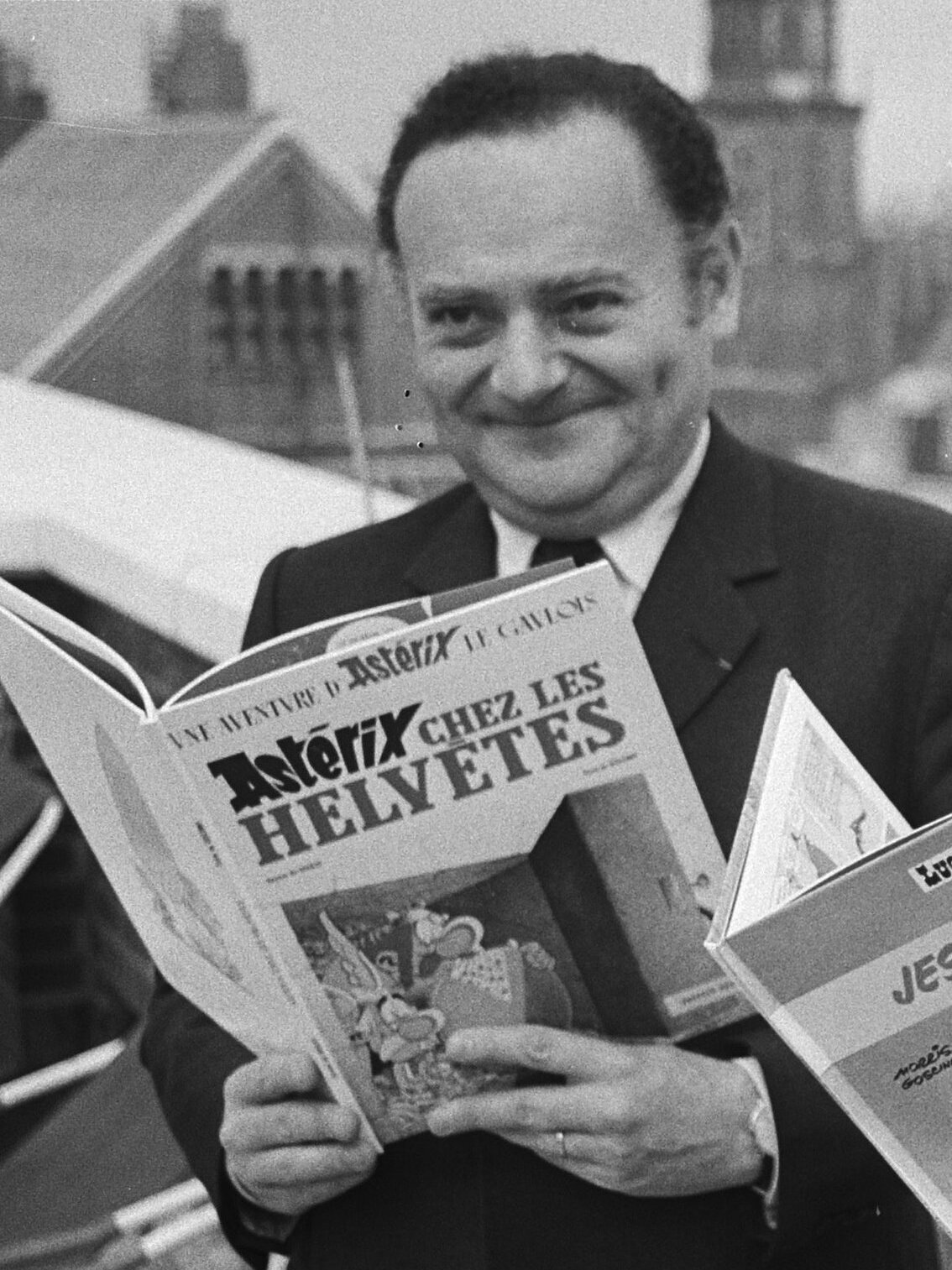
René Goscinny.

- 1977: René Goscinný, historietista francés (n. 1926).
- 1977: Guy Lombardo, director de orquesta y músico canadiense (n. 1902).
- 1979: Al Capp, dibujante estadounidense de cómics (n. 1909).
- 1981: Assad Bucaram, político ecuatoriano (n. 1916).
- 1982: E. H. Carr, historiador británico (n. 1892).
- 1985: Spencer W. Kimball, líder religioso estadounidense (n. 1895).
- 1987: Eamonn Andrews, presentador irlandés de televisión (n. 1922).
- 1987: Georges Franju, cineasta francés (n. 1912).
- 1989: Vladimir Horowitz, pianista ucraniano-estadounidense (n. 1903).
- 1991: Fred MacMurray, actor estadounidense (n. 1908).
- 1991: Robert Maxwell, empresario estadounidense de medios, de origen eslovaco (n. 1923).
- 1992: Arpad Elo, ajedrecista estadounidense de origen húngaro (n. 1903).
- 1992: Jan Hendrik Oort, astrónomo neerlandés (n. 1900).
- 1994: Mariano Yela, psicólogo y filósofo español (n. 1921).
- 1995: Joan Ainaud de Lasarte, historiador español (n. 1919).
- 1996: Eddie Harris, músico estadounidense de jazz (n. 1934).
- 1997: James Robert Baker, novelista y guionista estadounidense (n. 1946).
- 1997: Isaiah Berlin, historiador letón (n. 1909).
- 1998: Pancho Herrera, narcotraficante colombiano (n. 1951).
- 1999: Antonio Fraguas Fraguas, escritor e historiador gallego (n. 1905).
- 2000: Jimmie Davis, cantante y político estadounidense (n. 1899).
- 2000: Amalia Hernández, bailarina y coreógrafa mexicana (n. 1917).
- 2001: Rodolfo Bravo, actor chileno (n. 1952).
- 2001: Milton William Cooper, escritor estadounidense, locutor de onda corta (n. 1943).
- 2001: Barry Horne, activista británico del derecho de los animales (n. 1952).
- 2002: Eloísa Cañizares, actriz argentina de origen español (n. 1923).
- 2002: Billy Guy, cantante estadounidense, de la banda The Coasters (n. 1936).

- 2003: Bobby Hatfield, cantante estadounidense, de la banda Righteous Brothers (n. 1940).
- 2005: John Fowles, novelista y ensayista británico (n. 1926).
- 2005: Federico Carlos Sainz de Robles y Rodríguez, juez y escritor español (n. 1921).
- 2005: Link Wray, guitarrista y cantautor estadounidense de rock and roll (n. 1929).
- 2006: Bülent Ecevit, político turco (n. 1925).
- 2007: Jaime Duque Grisales, piloto colombiano y fundador del parque Jaime Duque (n. 1917).
- 2007: Nils Liedholm, exfutbolista sueco (n. 1922).
- 2009: Félix Luna, historiador y escritor argentino (n. 1925).
- 2009: Felipe Domínguez, músico, compositor e intérprete mexicano (n. 1931).
- 2010: Mitch (Miguel Amed), personaje mediático y presentador argentino (n. 1955).[3]
- 2010: Jill Clayburgh, actriz estadounidense (n. 1944).[4]
- 2010: Marcos Madrigal, bandoneonista argentino (n. 1961).
- 2010: Paco Marsó, actor y productor teatral español (n. 1948).[5]
- 2010: Adrian Păunescu, poeta, periodista y político rumano (n. 1943).[6]
- 2010: Shirley Verrett, mezzo-soprano estadounidense de ópera (n. 1931).[7]
- 2011: Mario Roberto Álvarez, arquitecto argentino (n. 1913).
- 2011: Bhupen Hazarika, cantautor y cineasta indio (n. 1926).
- 2012: Elliott Carter, compositor estadounidense (n. 1908).
- 2012: Stalking Cat, personaje estadounidense (n. 1958).

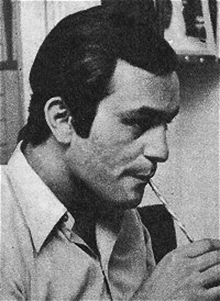
Leonardo Favio.

- 2012: Leonardo Favio, cantautor, cineasta y actor argentino (n. 1938).
- 2012: Louis Pienaar, abogado y diplomático surafricano (n. 1926).
- 2012: Sikandar Sanam, actor y cantante pakistaní (n. 1960).
- 2013: Juan Carlos Calabró, actor y comediante argentino (n. 1934).
- 2013: Luis Pasquet, compositor, pianista y director de orquesta uruguayo (n. 1917).
- 2013: Juan Manuel Tenuta, actor uruguayo (n. 1924).
- 2014: Manitas de Plata (Ricardo Baliardo), guitarrista gitano francés de flamenco (n. 1921).
- 2016: Israel Cavazos, historiador, catedrático y académico mexicano (n. 1923).
- 2017: Claudia Dammert, actriz peruana (n. 1949).
- 2019: Laurel Griggs, actriz infantil estadounidense (n. 2006).
- 2021: Marília Mendonça, cantante brasilera (n. 1995).
- 2022: Luis Alegre Salazar, político y empresario mexicano (n. 1964)
- 2022: Alejandro Chomski, guionista y director de cine argentino (n. 1968).
- 2022: Aaron Carter, cantante, bailarín y actor estadounidense (n. 1987)
- 2023: Enrique Dussel, académico, filósofo e historiador mexicano (n. 1934).

## Celebraciones
- Día Mundial de Concienciación sobre los Sunamis.
(en inglés: World Tsunami Awareness Day).

- Día Mundial del Idioma Romaní. Conocido también como "lengua gitana".

- Día Internacional de las Personas Cuidadoras. Se les rinde un merecido homenaje a aquellas personas que se dedican al cuidado de personas mayores o en situación de dependencia.

- Día Internacional del Payaso.[8]En honor al nacimiento del español Emilio Aragón Bermudez (1929-2012), quien encarnó al famoso payaso conocido como "Miliki".

 Por países
(Por orden alfabético)
- Argentina: 
  - Día Nacional de la Aviación Civil.[9]
(desde 1991).

- Australia:
  - Victoria: Día de la Copa Melbourne.

- Colombia: 
  - Aniversario Policía Nacional.

- El Salvador: 
  - Aniversario del Primer Grito de Independencia hecho en 1811, en la Ciudad de San Salvador.

- Estados Unidos: 
  - Día de Amar tu Cabello Rojo.
(en inglés: National Love Your Red Hair Day).
  - Día de Llevar Comida China.
(en inglés: National Chinese Takeout Day).
  - Día Mundial de la Carrera. Evento anual que reúne a corredores de todos los rincones del mundo. 
(en inglés: World Run Day).
  - Día del Fútbol Americano.
(en inglés: American Football Day).
  - Día de Cero Tarea.
(en inglés: Zero Tasking Day).

- Reino Unido y algunos otros países de habla inglesa: 
  - Noche de Guy Fawkes. Se conmemora el intento de atentado contra el Parlamento británico en 1605 por parte de Guy Fawkes y otros conspiradores. Durante esta festividad, se encienden hogueras y se queman muñecos que representan a Guy Fawkes.

### Santoral católico

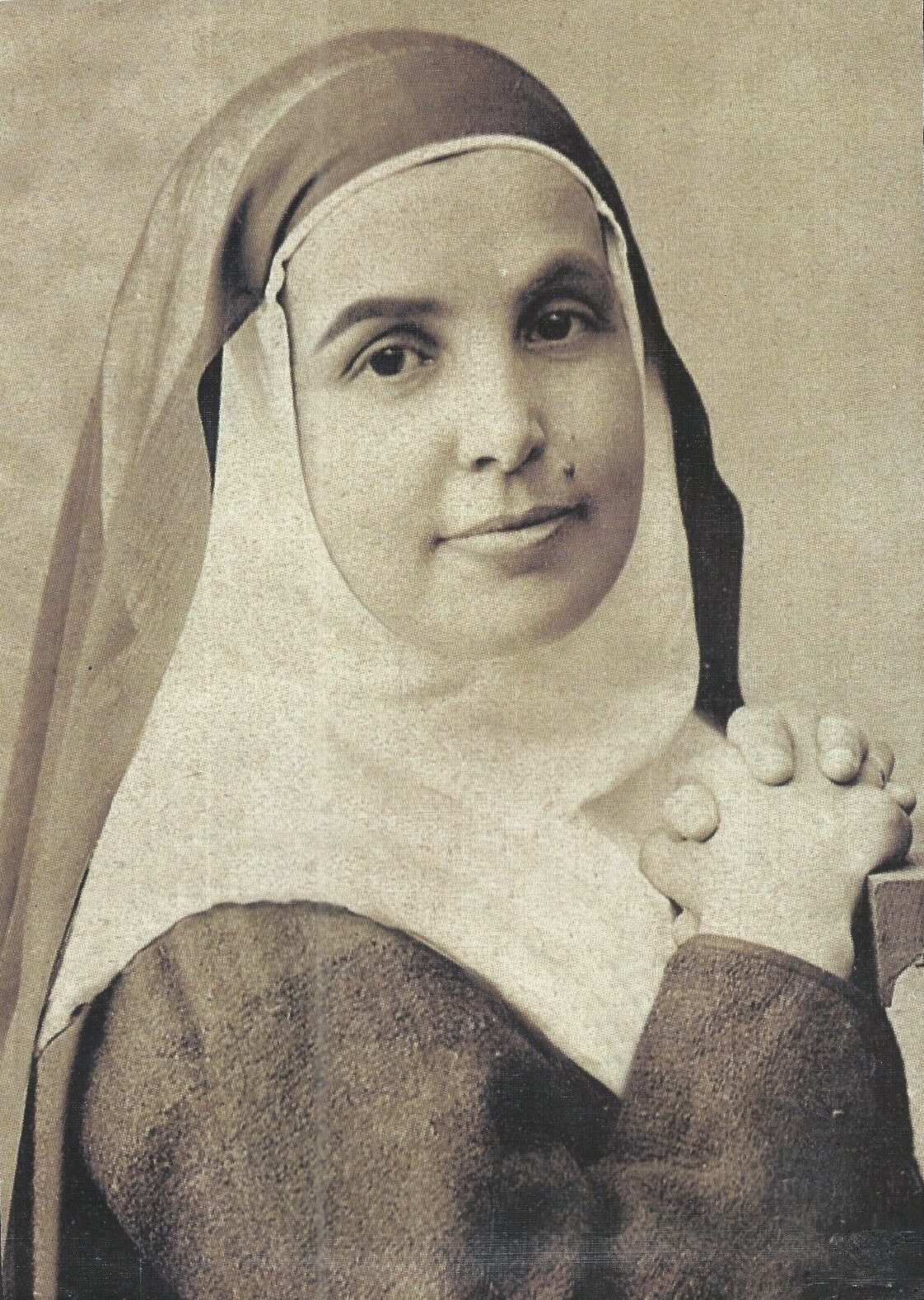
Santa Ángela de la Cruz.

- Santa Ángela de la Cruz (f. 1932) Sevilla. Monja.
- Santo Domnino de Cesarea (f. 307), mártir.
- Santos Teótimo, Filoteo y Timoteo de Cesarea (f. 307), mártires.
- San Marcos de Ecano (s. V), obispo.
- San Fibicio de Tréveris (f. 500), obispo.
- San Guetnocio de Bretaña (s. VI).
- Santa Bertila de Chelles (s. VI), abadesa.
- San Geraldo de Beziers (f. 1123), obispo.
- Beato Gómidas Keumurgian (f. 1707), presbítero y mártir.
- Santo Domingo Mau (f. 1858), presbítero y mártir.
- San Guido María Conforti (f. 1931), obispo.
- Beato Juan Antonio Burró Más (f. 1936), religioso y mártir.
- Beata María del Carmen Viel Ferrando (f. 1936), virgen y mártir.
- Beato Narciso Putz (f. 1942), presbítero y mártir.
- Beato Bernardo Lichtenberg (f. 1943), presbítero y mártir.
- Beato Gregorio Lakota (f. 1950), obispo y mártir.